# Dimidamus leopoldi
Dimidamus leopoldi is een spinnensoort in de taxonomische indeling van de Nicodamidae.
Het dier behoort tot het geslacht Dimidamus. De wetenschappelijke naam van de soort werd voor het eerst geldig gepubliceerd in 1938 door Carl Friedrich Roewer.